# 22 mei (film)
22 mei is een Belgische thrillerfilm van regisseur Koen Mortier.

## Verhaal
22 mei is een gewone werkdag voor Sam, bewaker in een winkelcentrum, totdat er achter zijn rug een zelfmoordaanslag plaatsvindt. Hij probeert enkele mensen te redden maar vlucht uiteindelijk van de rampplek. Hij ontmoet de slachtoffers en de dader en ontdekt hun achtergronden. Hij krijgt een schuldgevoel, herbeleeft de dag vanuit verschillende perspectieven en poogt de aanslag te voorkomen.